# Proviantamt Karibib
Das Proviantamt (selten englisch Quartermaster’s store) ist ein historisches Gebäude in der namibischen Kleinstadt Karibib in der Region Erongo. Es ist seit dem 15. Mai 1986 ein Nationales Denkmal Namibias.
Das Proviantamt ist gekennzeichnet von gewölbten Holzfenstern und Ziegeln. Das Dach besteht aus Wellblech die Böden aus Stein. Es wurde 1911 von der Schutztruppe zur Nutzung als Allgemeinwarenhandel errichtet. Teile des Komplexes, der auch Gebäude aus dem Jahr 1907 umfasst, wurden 1945 bei einem Brand zerstört.
Heute (Stand April 2020) dient es als Verwaltungs- und Wohngebäude der Marmorwerke Karibib.